# Lineární vyhledávání
Lineární vyhledávání (také známé jako sekvenční vyhledávání) je vyhledávací algoritmus vhodný na nalezení určité hodnoty v seznamu.
Funguje na principu procházení všech prvků seznamu. Lineární vyhledávání má časovou složitost O(N). V případě náhodného rozložení je průměrně potřeba N/2 porovnání. Nejlepší případ nastane tehdy, když se hledaná hodnota nachází na prvním místě v seznamu, v tomto případě je potřeba pouze jedno porovnání. Nejhorší případ nastane tehdy, když se hodnota v seznamu vůbec nevyskytuje; v tom případě je potřeba N porovnání.
Výhodou lineárního vyhledávání, oproti efektivnějším algoritmům jako například binární vyhledávání, je možnost použití i na neuspořádaných seznamech.
V případě, že je potřeba vykonat na seznamu více vyhledávání, je vhodné použít efektivnější údajovou strukturu. Jedno z řešení je uspořádat seznam a použít binární vyhledávání. Další běžný postup je vybudovat hašovací tabulku a vyhledávat pomocí ní.

## Implementace
Implementace lineárního vyhledávání v jazyce Python:
```
 
def
 
linear_search
(
hodnota
,
 
seznam
):

     
for
 
prvek
 
in
 
seznam
:

         
if
 
prvek
 
==
 
hodnota
:

             
return
 
True

     
return
 
False

```

Funkcionální implementace v jazyce Haskell:
```
 
linearSearch
 
a
 
[]
 
=
 
False

 
linearSearch
 
a
 
(
x
:
xs
)
 
|
 
a
 
==
 
x
    
=
 
True

                       
|
 
otherwise
 
=
 
linearSearch
 
a
 
xs

```